# Põhja-Tallinn (группа)

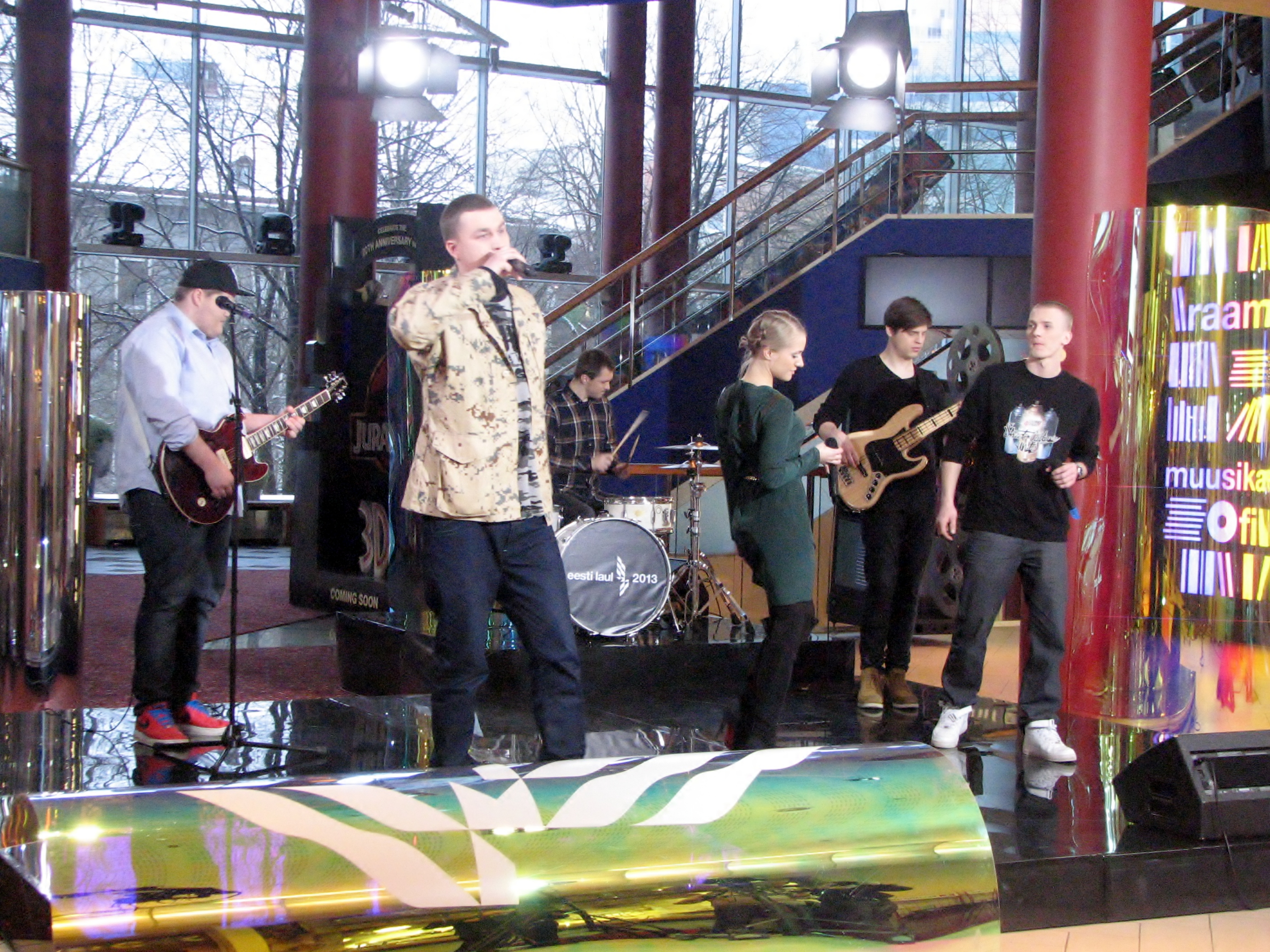
Группа Põhja-Tallinn в 2013 году

Põhja-Tallinn (рус. Пыхья-Таллинн)- эстонская музыкальная группа, исполняющая песни в стиле хип-хоп.

## История
Группа появилась в 2007 году и очень быстро обрела популярность в Эстонии, однако за её пределами группа почти неизвестна, так как у них не было еще ни одного заграничного концерта. Все песни исполняются на эстонском языке..

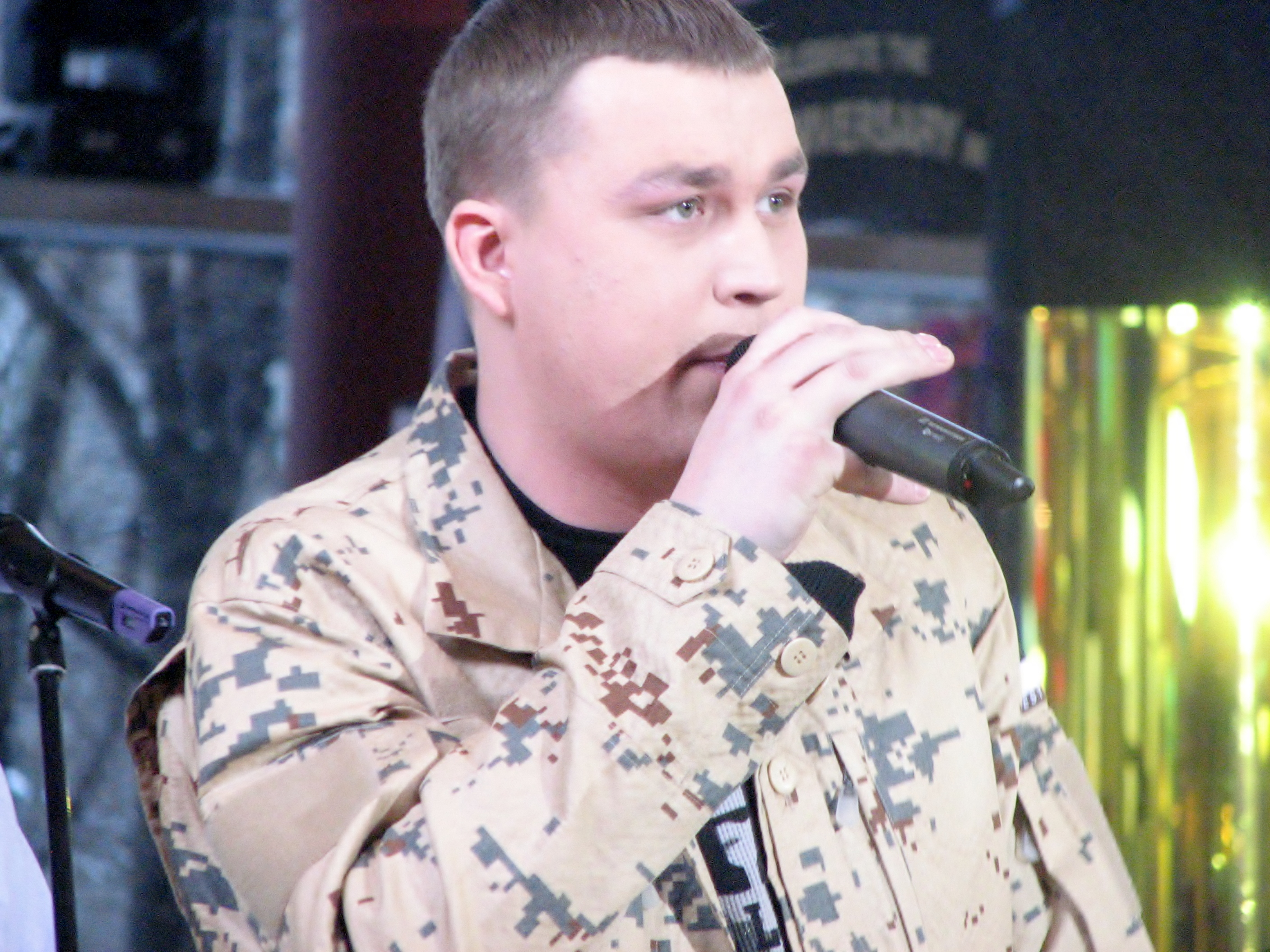
Вокалист группы Яанус Сакс (эст.Jaanus Saks)

## Состав
На данный момент в составе группы 7 участников
- Яанус Сакс/Jaanus Saks-вокал
- Альвар-Ристо Вюрст/Alvar Risto-Vürst-вокал
- Кэннэт Рюйтли/Kenneth Rüütli-вокал
- Марк Эрик Каммисте/Mark Eric Kammiste-гитара
- Роберт Лойгом/Robert Loigom-барабаны
- Меелик Самель/Meelik Samel-бас гитара
- Керли Кевилаан/Kerli Kivilaan-вокал

### Бывшие участники
- Майя Вахтрамяэ/Maia Vahtramäe-вокал

## Eesti laul
В 2013 году Põhja-Tallinn участвовала в национальном отборочном конкурсе Eesti Laul с песней «Meil on aega veel». Группа дошла до финала заняв лишь 6-е место.

## Дискография
- 2012: Per aspera ad astra
- 2013: Maailm meid saadab
- 2015: Regeneratsioon
- 2017: Alati olemas

## Наиболее известные песни
- «Meil on aega veel».
- «Kallis»
- «Läbi raskuste»
- «Küsin endalt nõu»
- «Nii lihtsalt ei saa»
- «Lähen ja tulen»
- «Petteid Loon’d»

## Плагиат
Не раз говорилось о том, что хит группы «Meil on aega veel» является плагиатом. Вот что пишет сайт elu24.ee «Мелодия современного хита уж очень сильно напоминает произведение композитора Канон Пахельбеля „Канон в ре мажор“»

## Интересные факты
Песню «Meil on aega veel» группа исполнила совместно с детским хором с поселка Аэгвийду